# Dörmbach (Hilders)
Dörmbach ist einer von elf Ortsteilen der Marktgemeinde Hilders im osthessischen Landkreis Fulda.

## Geographische Lage
Dörmbach liegt im Biosphärenreservat der hessischen Rhön, westlich des Hauptortes. In Ortsnähe fließen der Harbach und der Steinbach. Südlich des Ortes verläuft die Landesstraße 3379. Im Ort befinden sich eine Ferienhaus-Anlage und ein Landhotel für Rhön-Touristen.

## Geschichte

### Ortsgeschichte
Die älteste bekannte schriftliche Erwähnung von Dörmbach erfolgte im Jahr 1461.
Im Jahr 1961 besteht „Dörmbach an der Milseburg“ aus den Ortsteilen bzw. Wohnplätzen Harbach und Langenberg.
Zum 31. Dezember 1971 wurde die bis dahin selbständige Gemeinde Dörmbach an der Milseburg im Zuge der Gebietsreform in Hessen aufgelöst. Ihr Hauptteil mit dem namengebenden Ort wurde in die Gemeinde Hilders eingegliedert. Der Ortsteil Langenberg kam zur Gemeinde Hofbieber. Wie für alle nach Hilders eingegliederten Gemeinden wurde auch für Dörmbach ein Ortsbezirk gebildet.

### Verwaltungsgeschichte im Überblick
Die folgende Liste zeigt die Staaten und Verwaltungseinheiten, denen Dörmbach angehört(e):
- vor 1806: Heiliges Römisches Reich, Herrschaft der Freiherren von Rosenbach und in deren Nachfolge die Familie von Guttenberg
- 1806–1810: Großherzogtum Würzburg,[Anm. 2] Patrimonialgericht Schackau
- 1807–1816: Königreich Bayern, Patrimonialgericht Schackau
- 1817–1837: Königreich Bayern,[Anm. 3] Untermainkreis, Landgerichtsbezirk Hilder
- 1838–1861: Königreich Bayern, Regierung Unterfranken und Aschaffenburg, Landgerichtsbezirk Hilders
- 1862–1866: Königreich Bayern, Regierungsbezirk Unterfranken, Bezirksamt Gersfeld[Anm. 4]
- ab 1867: Norddeutscher Bund, Königreich Preußen,[Anm. 5] Provinz Hessen-Nassau, Regierungsbezirk Kassel, Kreis Gersfeld
- ab 1871: Deutsches Reich,  Königreich Preußen, Provinz Hessen-Nassau, Regierungsbezirk Kassel, Kreis Gersfeld
- ab 1918: Deutsches Reich, Freistaat Preußen, Provinz Hessen-Nassau, Regierungsbezirk Kassel, Kreis Gersfeld
- ab 1932: Deutsches Reich, Freistaat Preußen, Provinz Hessen-Nassau, Regierungsbezirk Kassel, Landkreis Fulda
- ab 1944: Deutsches Reich, Freistaat Preußen, Provinz Kurhessen, Landkreis Fulda
- ab 1945: Deutsches Reich, Amerikanische Besatzungszone, Groß-Hessen, Regierungsbezirk Kassel, Landkreis Fulda
- ab 1946: Deutsches Reich, Amerikanische Besatzungszone, Hessen, Regierungsbezirk Kassel, Landkreis Fulda
- ab 1949: Bundesrepublik Deutschland, Hessen, Regierungsbezirk Kassel, Landkreis Fulda
- ab 1972: Bundesrepublik Deutschland, Hessen, Regierungsbezirk Kassel, Landkreis Fulda, Gemeinde Hilders

## Bevölkerung

### Einwohnerstruktur 2011
Nach den Erhebungen des Zensus 2011 lebten am Stichtag dem 9. Mai 2011 in Dörmbach 90 Einwohner. Darunter waren 3 (3,3 %) Ausländer.
Nach dem Lebensalter waren 15 Einwohner unter 18 Jahren, 39 waren zwischen 18 und 49, 21 zwischen 50 und 64 und 15 Einwohner waren älter.
Die Einwohner lebten in 33 Haushalten. Davon waren 9 Singlehaushalte, 6 Paare ohne Kinder und 25 Paare mit Kindern, sowie 3 Alleinerziehende und keine Wohngemeinschaften. In 9 Haushalten lebten ausschließlich Senioren und in 31 Haushaltungen leben keine Senioren.

### Einwohnerentwicklung
- 1812: 30 Feuerstellen, 229 Seelen[1]

| Dörmbach: Einwohnerzahlen von 1834 bis 2023 | Dörmbach: Einwohnerzahlen von 1834 bis 2023 | Dörmbach: Einwohnerzahlen von 1834 bis 2023 | Dörmbach: Einwohnerzahlen von 1834 bis 2023 | Dörmbach: Einwohnerzahlen von 1834 bis 2023 |
| --- | ------------------------------------------- | ------------------------------------------- | ------------------------------------------- | ------------------------------------------- |
| Jahr |                                             |                                             |                                             | Einwohner                                   |
| 1834 | 1834                                        |                                             | 175                                         | 175                                         |
| 1840 | 1840                                        |                                             | 184                                         | 184                                         |
| 1846 | 1846                                        |                                             | 188                                         | 188                                         |
| 1852 | 1852                                        |                                             | 193                                         | 193                                         |
| 1858 | 1858                                        |                                             | 188                                         | 188                                         |
| 1864 | 1864                                        |                                             | 179                                         | 179                                         |
| 1871 | 1871                                        |                                             | 173                                         | 173                                         |
| 1875 | 1875                                        |                                             | 158                                         | 158                                         |
| 1885 | 1885                                        |                                             | 164                                         | 164                                         |
| 1895 | 1895                                        |                                             | 174                                         | 174                                         |
| 1905 | 1905                                        |                                             | 176                                         | 176                                         |
| 1910 | 1910                                        |                                             | 167                                         | 167                                         |
| 1925 | 1925                                        |                                             | 198                                         | 198                                         |
| 1939 | 1939                                        |                                             | 178                                         | 178                                         |
| 1946 | 1946                                        |                                             | 229                                         | 229                                         |
| 1950 | 1950                                        |                                             | 228                                         | 228                                         |
| 1956 | 1956                                        |                                             | 186                                         | 186                                         |
| 1961 | 1961                                        |                                             | 195                                         | 195                                         |
| 1967 | 1967                                        |                                             | 177                                         | 177                                         |
| 1970 | 1970                                        |                                             | 107                                         | 107                                         |
| 1980 | 1980                                        |                                             | ?                                           | ?                                           |
| 1990 | 1990                                        |                                             | ?                                           | ?                                           |
| 2000 | 2000                                        |                                             | ?                                           | ?                                           |
| 2011 | 2011                                        |                                             | 90                                          | 90                                          |
| 2023 | 2023                                        |                                             | 86                                          | 86                                          |
| Datenquelle: Historisches Gemeindeverzeichnis für Hessen: Die Bevölkerung der Gemeinden 1834 bis 1967. Wiesbaden: Hessisches Statistisches Landesamt, 1968. Weitere Quellen: LAGIS; Gemeinde Hilders; Zensus 2011 |                                             |                                             |                                             |                                             |

### Historische Religionszugehörigkeit
| • 1885: | 6 evangelische (= 3,66 %), 158 katholische (= 96,34 %) Einwohner |
| • 1961: | 5 evangelische (= 2,56 %), 184 katholische (= 94,36 %) Einwohner |

## Politik
Für Dörmbach besteht ein Ortsbezirk (Gebiete der ehemaligen Gemeinde Dörmbach ohne den Ortsteil Langenberg) mit Ortsbeirat und Ortsvorsteher nach der Hessischen Gemeindeordnung. Der Ortsbeirat besteht aus drei Mitgliedern. Bei den Kommunalwahlen in Hessen 2021 betrug die Wahlbeteiligung zum Ortsbeirat 74,63 %. Alle Kandidaten gehörten der Gemeinschaftsliste Dörmbach-Harbach an. Der Ortsbeirat wählte Lukas Kirsch zum Ortsvorsteher.

## Sonstiges
Im Juli 2010 wurde Dörmbach als Dolles Dorf vorgestellt.